# Дриновец, Митя
Митя Дриновец (словен. Mitja Drinovec; род. 22 февраля 1996, Крань) — словенский двоеборец и биатлонист, участник Кубка мира по биатлону в составе сборной Словении.

## Карьера

### Юниорская карьера
Занимается спортом с раннего детства, уже с восьми лет принимал участие в национальных соревнованиях по лыжному двоеборью. Представлял город Тржич, затем стал представлять клуб TSK Triglav Kranj.
Выступал на чемпионате мира по лыжным видам спорта среди юниоров 2012 года в Эрзуруме, в гонках на 5 и 10 км занимал места в шестом десятке, а в эстафете стал 11-м.
В биатлоне первым крупным международным турниром для спортсмена стал чемпионат мира среди юниоров 2014 в Преск-Айле, на котором словенец занял 34-е места в спринте и гонке преследования, стал 54-м в индивидуальной гонке и восьмым в эстафете. В следующем сезоне принимал участие в юниорских чемпионате мира в Раубичах и чемпионате Европы в Отепя, но также выступил без особого успеха, лучшим результатом в личных видах стало 29-е место.
В сезоне 2015/16 участвовал в гонках юниорского Кубка IBU, где лучшим результатом спортсмена стало пятое место в спринтерской гонке в Обертиллиахе. В этом же сезоне принял участие в юниорском чемпионате мира в Кеиле-Грэдиштей, лучшим результатом стало 19-е место в спринте.

### Взрослая карьера
В сезоне 2015/16 дебютировал на уровне Кубка IBU на первом этапе в Идре, где занял в спринте 82-е место. Два раза за сезон набирал очки, занимая 21-е место в спринте на этапе в Брезно-Осрбли и 23-е место в спринте на этапе в Нове-Место.
На чемпионате Словении 2015/16 выиграл серебряные медали в масс-старте и бронзу в гонке преследования.
В Кубке мира дебютировал в сезоне 2016/17. На своём первом личном старте — индивидуальной гонке 30 ноября 2016 года в Эстерсунде, занял 39-е место и набрал первые очки в зачёт Кубка мира.